# ريوتا أوشيما
ريوتا أوشيما (باليابانية: 大島 僚太) (مواليد 23 يناير 1993) هو لاعب كرة قدم ياباني يلعب حاليا لصالح كاواساكي فرونتال في الدوري الياباني الممتاز. يلعب مع منتخب اليابان لكرة القدم منذ عام 2016.

## وصلات خارجية
- ريوتا أوشيما على موقع الاتحاد الدولي (مؤرشف)  (الإنجليزية)
- ريوتا أوشيما على موقع رابطة كرة القدم اليابانية للمحترفين (اليابانية)
- ريوتا أوشيما على موقع إي إس بي إن إف سي (الإنجليزية)
- ريوتا أوشيما على موقع قاعدة بيانات كرة القدم.إي يو (الإنجليزية)
- ريوتا أوشيما على موقع ناشيونال فوتبول تيمز (الإنجليزية)
- ريوتا أوشيما على موقع Soccerbase.com (لاعب) (الإنجليزية)
- ريوتا أوشيما على موقع Soccerway.com (الإنجليزية)
- ريوتا أوشيما على موقع عالم كرة القدم.نت (الإنجليزية)
- ريوتا أوشيما على موقع أوليمبيديا (الإنجليزية)
- National Football Teams